# Ptyssiglottis densiflora
Ptyssiglottis densiflora är en akantusväxtart som först beskrevs av Charles Baron Clarke, och fick sitt nu gällande namn av Henry Nicholas Ridley. Ptyssiglottis densiflora ingår i släktet Ptyssiglottis och familjen akantusväxter. Inga underarter finns listade i Catalogue of Life.